# Fivelingo

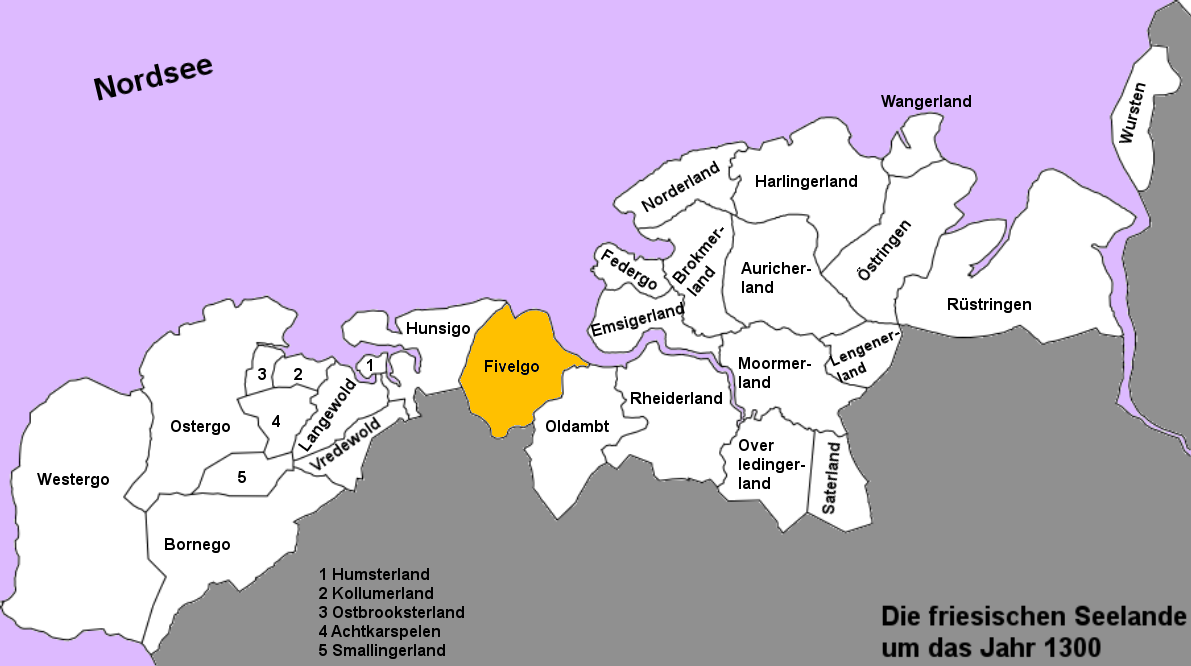
La situation de Fivelingo dans la grande Frise historique

Fivelingo (en groningois Fivelgo) est une région naturelle néerlandaise située dans la province de Groningue, et un ancien pagus du nord des Pays-Bas, intégré à la grande Frise historique.
Le nom de Fivelingo signifie région (=go ou gouw) du Fivel, un ancien fleuve, aujourd'hui ensablé. Fivelingo était le deuxième membre des Ommelanden. À l'origine, son chef-lieu était Garrelsweer, mais plus tard le chef-lieu a été déplacé à Appingedam.

## Situation géographique
La frontière occidentale de Fivelingo est formée par le Maarvliet, tandis que la frontière orientale correspond grosso modo à la frontière orientale de l'actuelle commune de Slochteren. Fivelingo est entouré par Hunsingo à l'ouest, le Gorecht au sud et l'Oldambt et l'embouchure de l'Ems à l'est. Cette région naturelle comporte aujourd'hui les territoires des communes d'Appingedam, de Loppersum, de Ten Boer et de Slochteren, ainsi que de la plus grande partie de Delfzijl et d'une partie de Bedum.

## Histoire
Comme son voisin Hunsingo, Fivelingo était à l'origine un pagus frison. Fivelingo était une région rurale des Ommelanden comptant trois subdivisions :
- Duurswolderadeel ou Duurswold
- Hoogelandsteradeel
- Oosteradeel, fusionné plus tard dans Hoogelandsteradeel

Vers le début du XIIIe siècle, les subdivisions furent abolies, et Fivelingo était considéré comme une seule région. Les lois de Fivelingo, écrites en vieux frison, constituent une partie importante du corpus des textes en vieux frison qui ont été conservés.
Fivelingo était formé d'une plaine basse, maintes fois victime d'inondations. Une seule hauteur allongée de sable traversait la région ; plusieurs villages importants se situaient sur ces hauteurs : Slochteren, Schildwolde, Hellum et Siddeburen. Depuis l'apprivoisement du Dollard, les inondations fréquentes de Fivelingo ne sont plus qu'un mauvais souvenir.
Un document datant de 1057 mentionne Garrelsweer comme chef-lieu de Fivelingo. Probablement à cause de l'ensablement du Fivel, Garrelsweer a perdu sa position comme ville principale au bénéfice d'Appingedam. Pendant le Haut Moyen Âge, Appingedam était la ville la plus importante non seulement de Fivelingo mais de tous les Ommelanden. Toutefois, Appingedam a eu du mal à maintenir sa position devant l'influence croissante de la ville de Groningue sur les Ommelanden. Plus tard, la ville de Delfzijl avec son port fut également une menace pour la position d'Appingedam. Toutefois, Appingedam a conservé son état de chef-lieu de Fivelingo, dont témoignent les vestiges de son centre ancien.

## Source traduction
- (nl) Cet article est partiellement ou en totalité issu de l’article de Wikipédia en néerlandais intitulé « Fivelingo » (voir la liste des auteurs).